# Grimmifurggi

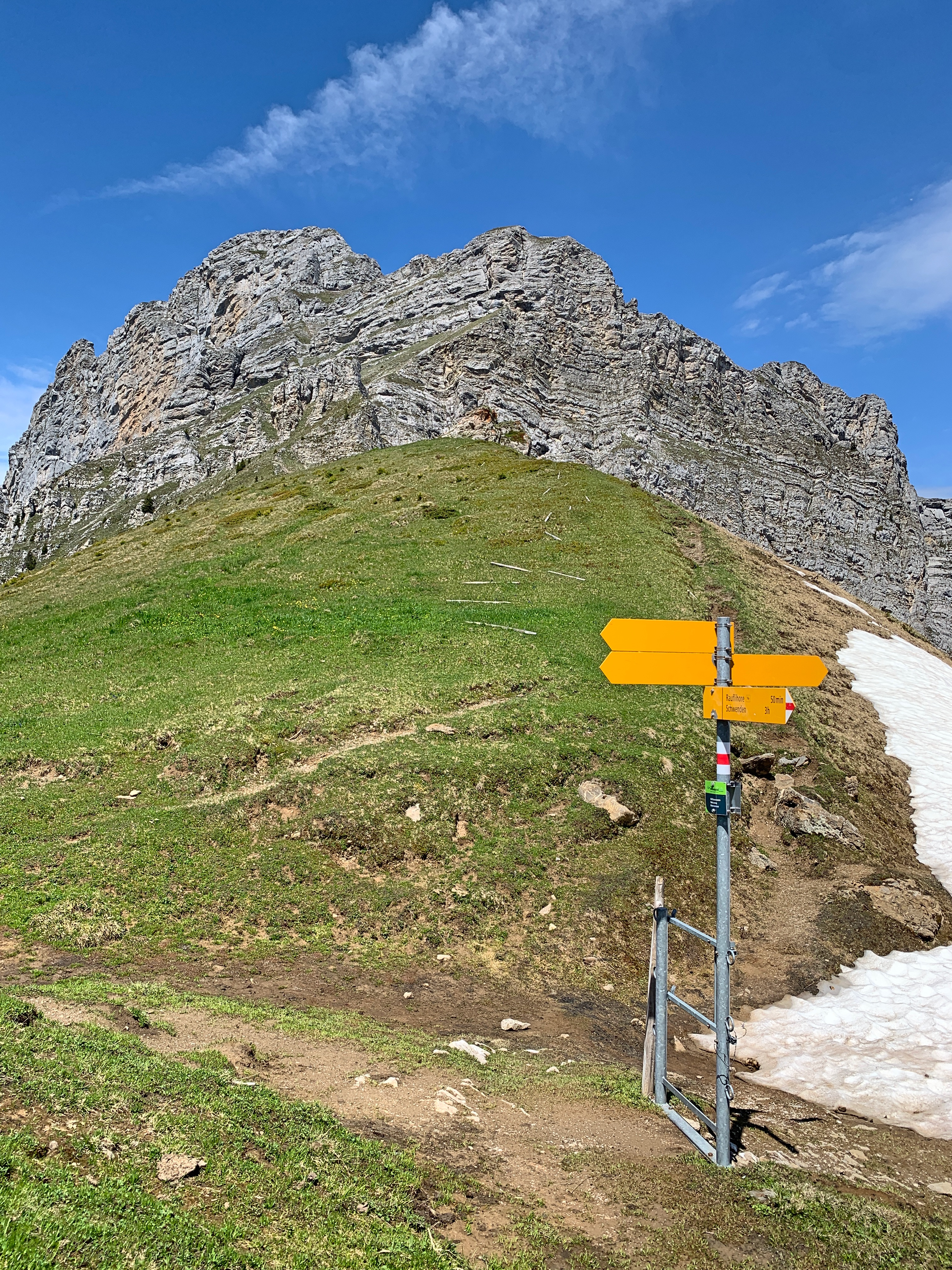
Auf der Grimmifurggi

Die Grimmifurggi ist ein Passübergang auf 2022 m ü. M. im Schweizer Kanton Bern.
«Furggi» meint in den Schweizer Alpen «Passübergang». «Grimmi» wiederum ist verwandt mit «grimmig» und bezeichnet eine wilde Gegend. Trotz des althergebrachten Flurnamens ist die Grimmifurggi aus Sicht des Bergwanderers ein sanfter Pass. Beidseits führen die Fusspfade weitgehend durch grünes Weideland. Schroff sind allerdings die Berge am Weg, etwa das Rothore und das Rauflihore, die die Passhöhe flankieren.
Die Grimmifurggi verbindet im Berner Oberland das Obersimmental und das von diesem abzweigende Färmeltal mit dem Diemtigtal, einem Seitental des Niedersimmentals. Auf der Passhöhe grenzen die Gemeinden St. Stephan und Diemtigen aneinander. Talorte, in denen man die Bergwanderung in der Regel beginnt oder beendet, sind zum einen St. Stephan und auf der anderen Seite des Passes die Grimmialp zuhinterst im Diemtigtal.

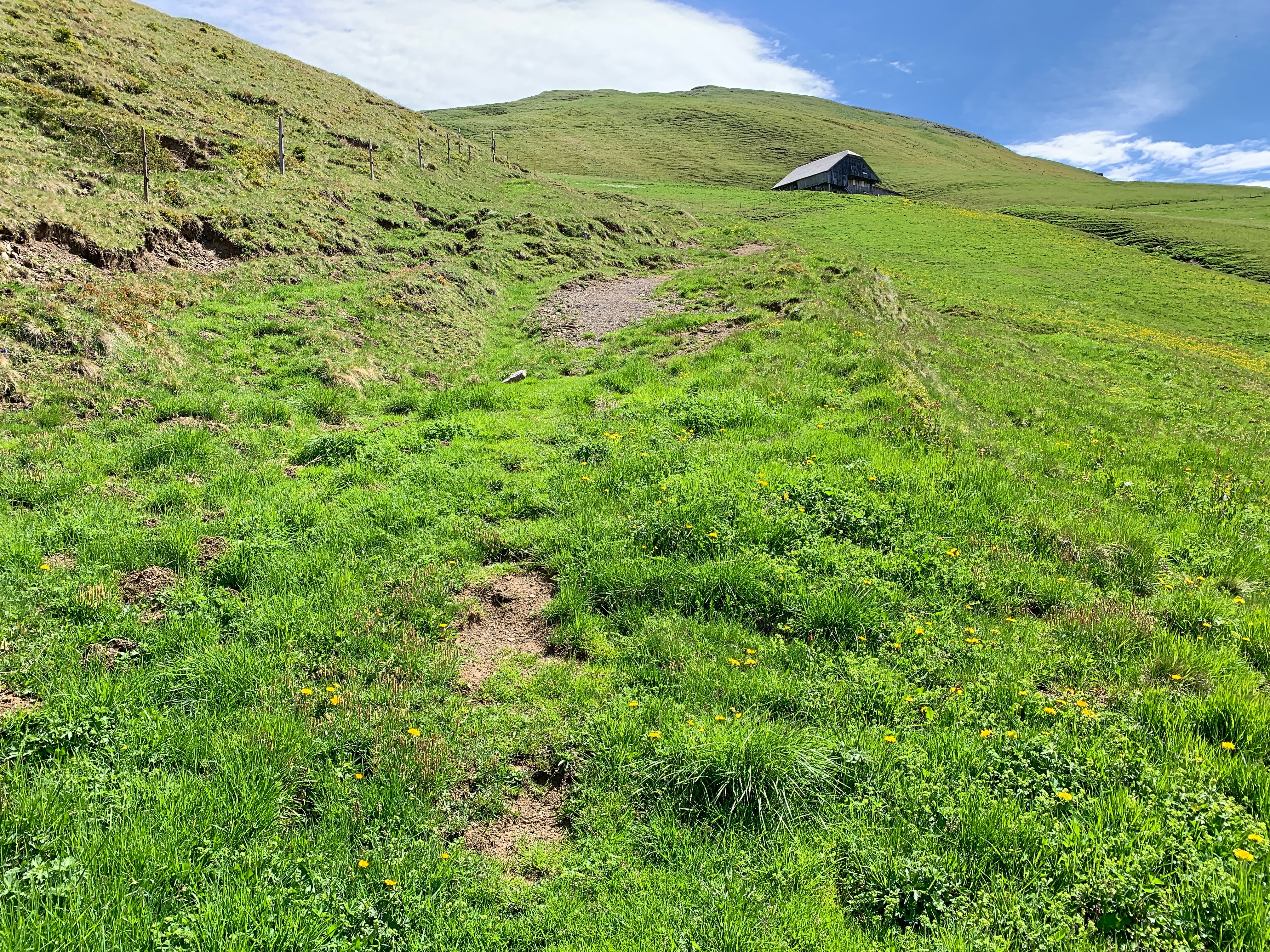
Kurz vor der Grimmifurggi, Seite Färmeltal

Auf der Seite Diemtigtal verläuft die Route durch den Naturpark Diemtigtal, der 2009 errichtet wurde.